# ジェームズ・A・リンゼイ
ジェームズ・スティーブン・リンゼイ（James Stephen Lindsay、1979年6月8日 - ）、筆名ジェームズ・A・リンゼイは、アメリカ合衆国の文筆家、文化評論家、陰謀論者。
2017年から2018年にかけてピーター・ボゴジアンとヘレン・プラックローズと共に、学術分野の厳密性を検証する目的で、虚偽の論文（いわゆるデマ記事）を査読付き学術誌に投稿した不満研究事件で知られている。プラックローズとの共著の『「社会正義」はいつも正しい』（2020年／邦訳2022年）などの著作がある。また、「文化的マルクス主義」や「LGBTグルーミング陰謀論」といった右派の陰謀論を推進している。

## 略歴
ニューヨーク州オグデンズバーグ生まれ。5歳のときにテネシー州メアリヴィルへ移住。1997年にメアリヴィル高校を卒業後、テネシー工科大学で数学の学士号と修士号を取得。2010年にはテネシー大学で数学の博士号を取得した。博士論文のタイトルは「Combinatorial Unification of Binomial-Like Arrays」で、指導教授はカール・G・ワグナーだった。学位取得後、アカデミアから離れて故郷に戻り、マッサージセラピストとして働いていた。
リンゼイは保守的でキリスト教徒が多い米国南部で、無神論と左翼に関する本を書くために、ミドルイニシャルの「A.」を「ちょっとした仮名」として使い始めた。
2019年、リンゼイはピーター・ボゴジアンと共著で『話が通じない相手と話をする方法 (How to Have Impossible Conversations: A Very Practical Guide)』を発表した。同書はライフロング・ブックスより刊行されたノンフィクション作品である。2020年、リンゼイはヘレン・プラックローズとの共著であるノンフィクション作品『Cynical Theories』（邦題：『「社会正義」はいつも正しい』）をピッチストーン・パブリッシングから発表した。同書は発売と同時に『ウォール・ストリート・ジャーナル』、『USAトゥデイ』、『パブリッシャーズ・ウィークリー』のベストセラーとなった。ハーバード大学の心理学者スティーブン・ピンカーは、「私たちの文化を飲み込もうとしているよう見える運動の知的ルーツが驚くほど浅い」ことを暴露した作品として賞賛した。ティム・スミス＝レインは『デイリー・テレグラフ』の書評で、同書が「歴史からヒステリーに飛躍している」と批判した。
リンゼイは、キリスト教ナショナリストのコメンテーターであるマイケル・オファロンが所有するウェブサイト『New Discourses』の創設者である。
リンゼイはコメディアンのジョー・ローガンのポッドキャスト「The Joe Rogan Experience」にも3度出演している。
2022年8月、リンゼイのツイッターアカウントが永久に停止され、その後、イーロン・マスクによるツイッター買収後の2022年11月に復活した。

## 不満研究事件
2017年にリンゼイとボゴジアンは「社会的構築物としての概念的ペニス」と題する虚偽の論文（いわゆるデマ記事）を発表した。論文を書くにあたり、彼らは「ポスト構造主義の言説的ジェンダー理論」の文体を模倣し、ペニスを「解剖学的な器官としてではなく、パフォーマティブで有害な男らしさと同一視される社会的構築物として」捉えるべきだと主張した。この論文は最初、『Norma』誌で掲載を拒否された後、『Cogent Social Sciences』に投稿され、掲載された。
2017年8月から、リンゼイ、ボゴジアン、プラックローズの3人は、20本のデマ論文を書き、複数のペンネームと、ボゴジアンの友人でフロリダ州のガルフコースト州立大学の歴史学の名誉教授リチャード・ボールドウィンの名前を使って、査読付きの学術誌に投稿していった。フェミニスト地理学誌『Gender, Place and Culture』に掲載された論文の1つが、『Campus Reform』の調査ジャーナリストのトニ・アイラクシネンから疑義を抱かれた。同論文が学術雑誌の掲載基準を満たさないことから、彼女は論文が本物ではないことに気づいた。その後この事件は広く関心を呼び、複数のジャーナリストによって取り上げられ、プロジェクトは早期に終了した。
その後、3人はドキュメンタリー映画監督のマイク・ネイナの制作したYouTube動画や、『ウォール・ストリート・ジャーナル』による調査報道を通じ、自らの行動の全容を公表した。この暴露の時点で、彼らの20の論文のうち7つが掲載許可され、7つは審査中で、6つは却下されていた。フェミニストソーシャルワーク誌『Affilia』によって受理されたある論文では、アドルフ・ヒトラーの『我が闘争』からコピーされた文章に、フェミニストの言葉が加えられていたが、社会学者のミッコ・ラゲルスペッツによれば、その論文に見られるのは『我が闘争』との構造的類似性だけであり、「ヒトラーのテクストにおける特定の歴史的情報（人種差別、第一次世界大戦への言及など）」は含まれていないとされる。
雑誌の査読者たちは、リンゼイ、ボゴジアン、プラックローズのデマ研究を「男性性と肛門愛のインターセクションに関する研究への豊かで刺激的な貢献」、「優秀で非常にタイムリー」、「ソーシャルワーカーとフェミニストの研究者にとって重要な対話」であると賞賛していた。

## 思想
リンゼイは、かつてバラク・オバマの活動の支援ボランティアに参加するなど、民主党の候補者を支持し、新無神論運動にも関わっていた。2016年のアメリカ合衆国大統領選挙ではドナルド・トランプに反対していたが、非自由的なリベラル派や「ウォーク」に対する嫌悪感から、2020年のアメリカ合衆国大統領選挙ではトランプを支持した。
リンゼイは「ウォーク」を批判し、それを宗教的信仰に例えている。 彼は「社会正義運動」を「イデオロギー上の敵」と表現している。一方で、MAGA運動には熱中していないとも述べている。

## 陰謀論の喧伝
リンゼイは複数の著名な陰謀論を推進している。
彼は右派のLGBTグルーミング陰謀論の支持者であり、政治的右派のメンバーによってLGBTQの教育者や活動家に向けられる中傷語「グルーマー (groomer)」を普及させた公人の一人とされている。リンゼイはプライド・フラッグを「敵対的な敵の旗」と呼んでいる。
2021年、リンゼイはツイッターで、批判的人種理論が「止められなければ」白人の大量虐殺が「起こるだろう」と書いた。彼の発言は広く批判されることになり、リバタリアンの反アイデンティティ政治雑誌『Quillette』の創刊者クレア・レーマンは次のように書いている。「ジェームズ・リンゼイは今や白人大量虐殺理論を広めている。米国で白人に対する大量虐殺が差し迫っているとほのめかすことは、人種差別的暴力を引き起こす可能性がある。このような発言は極端で、無謀で、無責任であり、非難されるべきである」。
リンゼイは極右の文化的マルクス主義陰謀論を推進しており、マルクス主義の批判理論家たちが西洋文明を破壊する目的で学術や文化機関に潜入し、組織的に活動していると主張している。しかし、この理論は主流の学者たちからは全面的に否定されており、南部貧困法律センター（SPLC）などはこれを反ユダヤ主義的な言説として特徴付けている。リンゼイは自身が反ユダヤ主義者であるという非難を否定し、「文化マルクス主義」という言葉は本来、反ユダヤ主義的な意味を持たないと主張している。

## 著作
- God Doesn't; We Do: Only Humans Can Solve Human Challenges (ISBN 978-1475063974). 2012.
- Dot, Dot, Dot: Infinity Plus God Equals Folly (ISBN 978-0956694898). Onus Books. 2013.
- Everybody Is Wrong About God (ISBN 978-1634310383). Pitchstone Publishing. 2015.
- Life in Light of Death (ISBN 978-1634310864). Pitchstone Publishing. 2016.
- How to Have Impossible Conversations: A Very Practical Guide (with Peter Boghossian; ISBN 978-0738285337). Hachette Books. 2019.
  - 『話が通じない相手と話をする方法』藤井翔太（監修・訳）、遠藤進平（訳）、晶文社、2024年。ISBN 9784794974099。
- Cynical Theories (with Helen Pluckrose; ISBN 978-1634312035). Pitchstone Publishing. 2020.
ヘレン・プラックローズ共著、山形浩生、森本正史訳『「社会正義」はいつも正しい：人種、ジェンダー、アイデンティティにまつわる捏造のすべて』早川書房、2022年
- Counter Wokecraft (with Charles Pincourt; ISBN 979-8536815038). Independently published. 2021.
- Race Marxism: The Truth About Critical Race Theory and Praxis (ISBN 979-8795809083). Independently published. 2022.
- The Queering of the American Child: How a New School Religious Cult Poisons the Minds and Bodies of Normal Kids（アメリカの子どもたちのクィア化: 新たな学校宗教カルトはいかに普通の子供たちの心と体を毒するのか） (with Logan Lancing) (ISBN 979-8-9897-4169-4). New Discourses. 2024.